# 羊坪彝族乡
羊坪彝族乡是中华人民共和国云南省丽江市永胜县下辖的一个民族乡。

## 行政区划
羊坪彝族乡下辖以下村级行政区划单位：
羊坪村、分水岭村、水柯乐村、落雪坪村和磨房沟村。